# La directora
La directora (en inglés: The chair) es una serie web estadounidense de comedia dramática que se estrenó internacionalmente el 20 de agosto de 2021 en la plataforma de streaming Netflix, con la producción de Netflix Studios. Está dirigida por Daniel Day Longino, escrita por Amanda Peet y Annie Julia Wyman y producida por la misma Peet. Consta de 6 episodios de media hora protagonizados y producidos por Sandra Oh.
La serie narra la historia de la profesora de Inglés que en una universidad de prestigio se convierte en la primera mujer en ocupar la dirección del departamento de inglés e intentar satisfacer las enormes expectativas y exigencias del cargo.

## Sinopsis
La historia se centra en Ji-Yoon Kim, una profesora universitaria, en su nuevo cargo como directora del departamento de inglés de la prestigiosa Universidad de Pembroke. Kim se enfrenta a una serie de retos únicos como primera mujer en presidir el departamento y como uno de los pocos miembros del personal de color de la universidad.

## Producción

### Desarrollo
En febrero de 2020 fue publicada la información de una nueva serie de seis episodios de media hora cuya protagonista era Sandra Oh. Asimismo se incorporaba Jay Duplass en un papel protagonista no especificado. Amanda Peet se desempeña como la escritora, productora ejecutiva y desarrolladora de la serie, mientras que Annie Julia-Wyman coescribió el episodio piloto. También escriben Richard E. Robbins, Jennifer Kim y Andrea Troyer.
Los productores ejecutivos son David Benioff, D. B. Weiss y Bernie Caulfield junto con Peet y Oh.
La serie forma parte de las colaboraciones realizadas por la Asociación Netflix Gold, la unión de Netflix y Gold House para apoyar y amplificar historias culturalmente relevantes que involucren una narración diversa y multidimensional con la comunidad de asiáticos e isleños del Pacífico (API).

### Casting
A finales de enero de 2021, antes de informar la fecha de estreno de la serie, se anunció que el reparto principal se encontraba confirmado con Sandra Oh, protagonista y a su vez productora, Jay Duplass, Nana Mensah, Bob Balaban, David Morse y Everly Carganilla; mientras que Ji Yong Lee, Mallory Low, Marcia DeBonis, Ron Crawford, Ella Rubin y Bob Stephenson fueron anunciados como parte del elenco secundario.

### Rodaje
El rodaje de la serie tuvo lugar en Pittsburgh.

### Marketing
El teaser oficial de la serie fue publicado el 30 de junio de 2021 y su tráiler oficial dado a conocer el 21 de julio de 2021.

## Elenco

### Principales
- Sandra Oh como Ji-Yoon Kim, una profesora universitaria y nueva directora del departamento de inglés[14]
- Jay Duplass como el profesor Bill Dobson
- Holland Taylor como la profesora Joan Hambling[15]
- Nana Mensah como Yasmin «Yaz» McKay, una profesora de inglés popular y progresista, colega cercana a Ji-Yoon
- Bob Balaban como el profesor Elliot Rentz
- David Morse como Paul Larson, el decano de la Universidad de Pembroke
- Everly Carganilla como Ju-Hee «Ju Ju» Kim, la pequeña hija de Ji-Yoon

### Secundarios
- Ji Yong Lee como Habi, el padre de Ji-Yoon
- Mallory Low como Lilah, docente del curso de inglés del profesor Dobson
- Marcia DeBonis como Laurie, asistente de la cátedra del departamento de inglés
- Ron Crawford, como John McHale, un profesor de inglés de la vieja escuela próximo a la jubilación
- Ella Rubin como Dafna, una estudiante de pregrado interesada en el curso de inglés del profesor Dobson
- Bob Stephenson como Horatio, un técnico de reparación que ayuda a la profesora Hambling

## Episodios
Los seis episodios de media hora de duración fueron lanzados el 20 de agosto de 2021.
| N.º | Título                                         | Dirigido por        | Escrito por                      | Fecha de emisión original |
| --- | ---------------------------------------------- | ------------------- | -------------------------------- | ------------------------- |
| 1   | «Brilliant Mistake» «Un error magistral»       | Daniel Gray Longino | Amanda Peet & Annie Julia Wyman  | 20 de agosto de 2021      |
| 2   | «The Faculty Party» «La fiesta de la facultad» | Daniel Gray Longino | Amanda Peet & Richard E. Robbins | 20 de agosto de 2021      |
| 3   | «The Town Hall» «El debate»                    | Daniel Gray Longino | Amanda Peet & Annie Julia Wyman  | 20 de agosto de 2021      |
| 4   | «Don't Kill Bill» «No matéis a Bill»           | Daniel Gray Longino | Richard E. Robbins               | 20 de agosto de 2021      |
| 5   | «The Last Bus in Town» «La última oportunidad» | Daniel Gray Longino | Jennifer Kim                     | 20 de agosto de 2021      |
| 6   | «The Chair» «La directora»                     | Daniel Gray Longino | Andrea Troyer                    | 20 de agosto de 2021      |

## Recepción
La serie fue estrenada a nivel mundial el 20 de agosto de 2021.

### Premios y nominaciones
| Año  | Premio                           | Categoría                            | Nominado(s) | Resultado | Ref.   |
| ---- | -------------------------------- | ------------------------------------ | ----------- | --------- | ------ |
| 2022 | Premios de la Crítica Televisiva | Mejor actriz en serie de comedia     | Sandra Oh   | Pendiente | [ 17 ] |
| 2022 | Premios del Sindicato de Actores | Mejor actriz de televisión - Comedia | Sandra Oh   | Pendiente | [ 18 ] |